# Coupe de l'EHF masculine 2007-2008
Navigation
Coupe de l'EHF 2006-2007 Coupe de l'EHF 2008-2009
La Coupe de l'EHF 2007-2008 est la 27e édition de la Coupe de l'EHF masculine.
Organisée par la Fédération européenne de handball (EHF), la compétition est ouverte en 2007-2008 à 56 clubs de handball d'associations membres de l'EHF. Ces clubs sont qualifiés en fonction de leurs résultats dans leur pays d'origine lors de la saison 2006-2007.
La compétition est une nouvelle fois remportée par un club allemand, le HSG Nordhorn, vainqueur en finale du club danois du FC Copenhague Handball.

## Résultats

### Premier tour préliminaire
Seize clubs participent au premier tour préliminaire.
| Équipe 1                 | Score   | Équipe 2             | Aller   | Retour  |
| ------------------------ | ------- | -------------------- | ------- | ------- |
| RK Lovćen Cetinje        | 64 – 65 | HB Dudelange         | 30 – 30 | 34 – 35 |
| United HC Tongeren       | 46 – 55 | HV KRAS/Volendam     | 28 – 29 | 18 – 26 |
| RK Sutjeska Nikšić       | 48 – 59 | RK Bosna Visoko      | 21 – 21 | 27 – 38 |
| HC MŠK Považská Bystrica | 68 – 39 | HC Tbilissi          | 33 – 25 | 35 – 14 |
| Shevardeni STU Tbilissi  | 40 – 53 | HC Vilnius           | 18 – 30 | 22 – 23 |
| KH BESA Famiglia Peja    | 51 – 60 | Mersin Yenişehir BSK | 20 – 25 | 31 – 35 |
| Dobroudja Dobritch       | 55 – 67 | HK Lokomotiv Varna   | 23 – 28 | 32 – 39 |
| SPE Strovolos Nicosie    | 42 – 71 | HC Dukla Prague      | 24 – 36 | 18 – 35 |

### Deuxième tour préliminaire
Trente-deux clubs participent au deuxième tour préliminaire : huit issus du premier tour et vingt-quatre directement qualifiés pour ce tour.
| Équipe 1                  | Score   | Équipe 2                 | Aller   | Retour  |
| ------------------------- | ------- | ------------------------ | ------- | ------- |
| HC Portovik Youjne        | 75 – 49 | HC Vilnius               | 40 – 27 | 35 – 22 |
| HC Dukla Prague           | 62 – 76 | AGF Århus                | 29 – 38 | 33 – 38 |
| KV Sasja HC Hoboken       | 51 – 55 | RK Proleter Zrenjanin    | 31 – 27 | 20 – 28 |
| Mersin Yenişehir BSK      | 52 – 54 | Étoile rouge de Belgrade | 27 – 24 | 25 – 30 |
| HC MŠK Považská Bystrica  | 56 – 72 | Handball Casarano        | 27 – 39 | 29 – 33 |
| KSE Debrecen              | 64 – 50 | HV KRAS/Volendam         | 34 – 25 | 30 – 25 |
| Dinamo Bucarest           | 65 – 52 | AEK Athènes              | 36 – 22 | 29 – 30 |
| SPE Strovolos Nicosie     | 44 – 52 | RK Metalurg Skopje       | 26 – 21 | 18 – 31 |
| Maccabi Rishon LeZion     | 54 – 60 | ABC Braga                | 33 – 31 | 21 – 29 |
| HK Kopavogur              | 66 – 55 | Handball Casarano        | 31 – 31 | 35 – 24 |
| Madeira Andebol SAD       | 66 – 61 | HB Dudelange             | 35 – 24 | 31 – 37 |
| Viking Malt Panevėžys     | 51 – 59 | HK Lokomotiv Varna       | 27 – 32 | 24 – 27 |
| Gold Club Kozina          | 72 – 69 | RK Bosna Visoko          | 37 – 37 | 35 – 32 |
| Aon Fivers WAT Margareten | 54 – 57 | Põlva Serviti            | 37 – 29 | 17 – 28 |
| Victory Regia Minsk       | 56 – 57 | Beşiktaş JK              | 32 – 26 | 24 – 31 |
| KK Tallinn                | 56 – 64 | ASK Riga                 | 28 – 32 | 28 – 32 |

### Seizièmes de finale
Trente-deux clubs participent aux seizième de finale : seize issus du deuxième tour et seize directement qualifiés pour ce tour.
| Équipe 1                 | Score    | Équipe 2                 | Aller   | Retour  |
| ------------------------ | -------- | ------------------------ | ------- | ------- |
| Chambéry Savoie Handball | 55 – 52  | RK Proleter Zrenjanin    | 34 – 26 | 21 – 26 |
| TBV Lemgo                | 63 – 61  | AGF Århus                | 33 – 32 | 30 – 29 |
| BM Granollers            | 73 – 47  | HK Lokomotiv Varna       | 36 – 21 | 37 – 26 |
| RK Metalurg Skopje       | 53 – 46  | IK Sävehof               | 22 – 18 | 31 – 28 |
| BM Aragón                | 66 – 62  | Gold Club Kozina         | 34 – 28 | 32 – 34 |
| ASK Riga                 | 53 – 55  | Dunkerque HGL            | 29 – 23 | 24 – 32 |
| Beşiktaş JK              | 45 – 45* | RK Osijek                | 25 – 21 | 20 – 24 |
| Handball Casarano        | 63 – 55  | Grasshopper Club Zurich  | 32 – 27 | 31 – 28 |
| HC Portovik Youjne       | 57 – 56  | TV Großwallstadt         | 30 – 28 | 27 – 28 |
| KS Kielce                | 84 – 55  | Madeira Andebol SAD      | 46 – 25 | 38 – 30 |
| Dunaferr HK              | 68 – 49  | Dinamo Bucarest          | 32 – 22 | 36 – 27 |
| HSG Nordhorn             | 75 – 47  | Étoile rouge de Belgrade | 33 – 20 | 42 – 27 |
| HK Kópavogur             | 48 – 62  | FC Copenhague            | 24 – 26 | 24 – 36 |
| Põlva Serviti            | 58 – 62  | Kaustik Volgograd        | 29 – 29 | 29 – 33 |
| KSE Debrecen             | 63 – 64  | SKIF Krasnodar           | 35 – 29 | 28 – 35 |
| RK Koper                 | 54 – 52  | ABC Braga                | 34 – 25 | 20 – 27 |

* Qualifié selon la règle du nombre de buts marqués à l'extérieur.

### Huitièmes de finale
| Équipe 1                 | Score   | Équipe 2           | Aller   | Retour  |
| ------------------------ | ------- | ------------------ | ------- | ------- |
| Kaustik Volgograd        | 47 – 48 | Dunkerque HGL      | 25 – 24 | 22 – 24 |
| HSG Nordhorn             | 70 – 56 | SKIF Krasnodar     | 35 – 25 | 35 – 31 |
| RK Metalurg Skopje       | 54 – 53 | BM Granollers      | 29 – 26 | 25 – 27 |
| RK Koper                 | 62 – 53 | TBV Lemgo          | 34 – 29 | 28 – 24 |
| Dunaferr HK              | 53 – 66 | BM Aragón          | 29 – 30 | 24 – 36 |
| Handball Casarano        | 63 – 64 | HC Portovik Youjne | 35 – 31 | 28 – 33 |
| Chambéry Savoie Handball | 70 – 54 | KS Kielce          | 42 – 22 | 28 – 32 |
| RK Osijek                | 41 – 67 | FC Copenhague      | 17 – 35 | 24 – 32 |

### Quarts de finale
| Équipe 1           | Score   | Équipe 2               | Aller   | Retour  |
| ------------------ | ------- | ---------------------- | ------- | ------- |
| HSG Nordhorn       | 71 – 60 | HC Portovik Youjne     | 39 – 32 | 33 – 28 |
| US Dunkerque HB    | 50 – 71 | FC Copenhague Handball | 24 – 34 | 26 – 37 |
| Chambéry SH        | 60 – 61 | BM Aragón              | 33 – 30 | 27 – 31 |
| RK Metalurg Skopje | 46 – 55 | RK Koper               | 27 – 24 | 19 – 31 |

### Demi-finales
| Équipe 1  | Score   | Équipe 2               | Aller   | Retour  |
| --------- | ------- | ---------------------- | ------- | ------- |
| BM Aragón | 56 – 64 | HSG Nordhorn           | 26 – 25 | 30 – 39 |
| RK Koper  | 64 – 71 | FC Copenhague Handball | 30 – 35 | 34 – 36 |

### Finale
| Équipe 1     | Score   | Équipe 2               | Aller   | Retour  |
| ------------ | ------- | ---------------------- | ------- | ------- |
| HSG Nordhorn | 60 – 57 | FC Copenhague Handball | 31 – 27 | 29 – 30 |

## Le champion d'Europe
| Champion d'Europe - Coupe de l'EHF (C3) 2007-2008 HSG Nordhorn 1er titre |

L'effectif du HSG Nordhorn était :
- 01  Peter Gentzel
- 02  Nicky Verjans
- 04  Maik Machulla
- 07  Erlend Mamelund
- 08  Bjarte Myrhol
- 09  Pavel Mičkal
- 10  Jan Filip
- 11  Holger Glandorf
- 12  Dennis Bartels
- 13  Steffen Weinhold
- 14  Daniel Kubeš
- 15  Piotr Przybecki
- 17  Goran Šprem
- 18  Chris Bode
- 19  Rastko Stojković
- 20  Kai Schlattmann
- 24  Peter Kukučka
- 29  Nikolas Katsigiannis

Entraîneur
- Ola Lindgren

## Statistiques
Les meilleurs buteurs sont :
| Rang | Joueur                 | Nationalité | Club               | Buts |
| ---- | ---------------------- | ----------- | ------------------ | ---- |
| 1    | Anders Christensen     | Danemark    | FC Copenhague      | 61   |
| 2    | Holger Glandorf        | Allemagne   | HSG Nordhorn       | 60   |
| 3    | Grigory Blagonadezhdin | Russie      | HC Portovik Youjne | 52   |
| 4    | Tommy Atterhäll        | Suède       | FC Copenhague      | 51   |
| 5    | Jan Filip              | Tchéquie    | HSG Nordhorn       | 48   |
| 6    | Rastko Stojković       | Serbie      | HSG Nordhorn       | 47   |
| 7    | Igor Polyakov          | Russie      | HC Portovik Youjne | 42   |
| 8    | Hussein Zaky           | Égypte      | BM Aragón          | 39   |
| 9    | Drasko Mrvaljević      | Monténégro  | RK Cimos Koper     | 38   |
| 10   | Denis Buntić           | Croatie     | RK Cimos Koper     | 37   |
|      | Antonio Cartón         | Espagne     | BM Aragón          | 37   |